# 飯村穣
飯村 穣（いいむら じょう、1888年（明治21年）5月20日 - 1976年（昭和51年）2月21日）は、日本の陸軍軍人。最終階級は陸軍中将。茨城県出身。

## 来歴
総力戦研究所において研究生とともに「総力戦机上演習」という日米開戦となった場合のシミュレーションをおこない、日本の敗北という結論を出した。
この演習では船舶の喪失が生産量を上回り、戦争遂行が困難になること、ソ連とアメリカが軍事的に協力する（演習ではソ連極東地方の米軍の軍事利用という設定）ことなど実際の太平洋戦争をかなり正確に予測した。
自著「続兵術随想」によると、当時陸軍大臣であった東条英機は、殆ど毎日机上演習を見学した一方で、主戦派の塚田攻参謀次長は一度も見学せず、主戦派が大勢を占める参謀本部からは数人の部員だけ見学に来たとのことである。ちなみに、塚田は飯村と同郷の陸士3期先輩で、親しい仲であった。

## 軍歴
- 1909年（明治42年）7月 陸軍士官学校卒業（21期） 
  - 12月 陸軍歩兵少尉・近衛歩兵第3連隊附
- 1913年（大正2年）2月 陸軍歩兵中尉
- 1917年（大正6年）3月 東京外国語学校（現・東京外国語大学）修了
- 1918年（大正7年）12月 陸軍大学校入学
- 1919年（大正8年）6月 陸軍歩兵大尉
- 1921年（大正10年）11月 陸軍大学校卒業(33期)・近衛歩兵第3連隊中隊長
- 1922年（大正11年）12月 参謀本部附勤務
- 1923年（大正12年）8月 参謀本部員
- 1924年（大正13年）8月 陸軍歩兵少佐
  - 10月 朝鮮軍司令部附（ポグラニチナヤ駐在）
- 1925年（大正15年）12月 陸軍大学校教官
- 1928年（昭和3年）8月 陸軍歩兵中佐
- 1930年（昭和5年）1月10日 トルコ大使館附陸軍武官
- 1932年（昭和7年）5月28日 陸軍大学校教官 
  - 8月8日 陸軍歩兵大佐
- 1933年（昭和8年）3月18日 参謀本部第4（欧米情報）課長 
  - 9月29日 兼陸軍大学校教官
- 1935年（昭和10年）3月15日 歩兵第61連隊長
- 1937年（昭和12年）3月1日 陸軍少将・陸大研究部主事 
  - 12月1日 陸軍大学校幹事
- 1938年（昭和13年）12月10日 陸軍大学校校長
- 1939年（昭和14年）8月1日 陸軍中将 
  - 9月7日 関東軍参謀長
- 1940年（昭和15年）10月22日 参謀本部附
- 1941年（昭和16年）1月11日 総力戦研究所所長 
  - 10月15日 第5軍司令官
- 1943年（昭和18年）10月29日 陸軍大学校校長
- 1944年（昭和19年）3月22日 南方軍総参謀長 
  - 12月26日 第2方面軍司令官
- 1945年（昭和20年）6月22日 東京防衛軍司令官 
  - 7月5日 東京防衛軍司令官兼東京師管区司令官
  - 8月20日 憲兵司令官
  - 11月1日 予備役
- 1947年（昭和22年）11月28日、公職追放仮指定を受けた[1]。

## 栄典
位階
- 1910年（明治43年）2月21日 - 正八位[2]
- 1913年（大正2年）4月21日 - 従七位[3]
- 1918年（大正7年）5月20日 - 正七位[4]
- 1923年（大正12年）7月31日 - 従六位[5]
- 1928年（昭和3年）9月1日 - 正六位[6]
- 1932年（昭和7年）9月1日 - 従五位[7]
- 1937年（昭和12年）5月1日 - 正五位[8]
- 1940年（昭和15年）5月15日 - 従四位
- 1942年（昭和17年）6月1日 - 正四位
- 1945年（昭和20年）7月2日 - 従三位

勲章等
- 1909年（明治42年）5月27日 - 恩賜の銀時計[9]
- 1922年（大正11年）7月26日 - 勲六等瑞宝章[10]
- 1934年（昭和9年）2月7日 - 勲四等瑞宝章[11]
- 1940年（昭和15年）8月15日 - 紀元二千六百年祝典記念章[12]

外国勲章佩用允許
- 1941年（昭和16年）12月9日 - 満州帝国：建国神廟創建記念章[13]

## 人物
- 東京外国語学校ではフランス語を習得し、トルコに駐在していたときはトルコの陸軍大学でフランス語で講義をしていた。
- 元外交官の飯村豊は孫。